# 스페인두더지
스페인두더지(Talpa occidentalis)는 두더지과에 속하는 포유류의 일종이다. 포르투갈과 스페인에서 발견된다.